# Emersonella palmae
Emersonella palmae är en stekelart som beskrevs av Boucek 1977. Emersonella palmae ingår i släktet Emersonella och familjen finglanssteklar.
Artens utbredningsområde är:
- Colombia.
- Costa Rica.

Inga underarter finns listade i Catalogue of Life.